# Capri Chasma
Il Capri Chasma è una struttura geologica della superficie di Marte.